# Evan Ryan

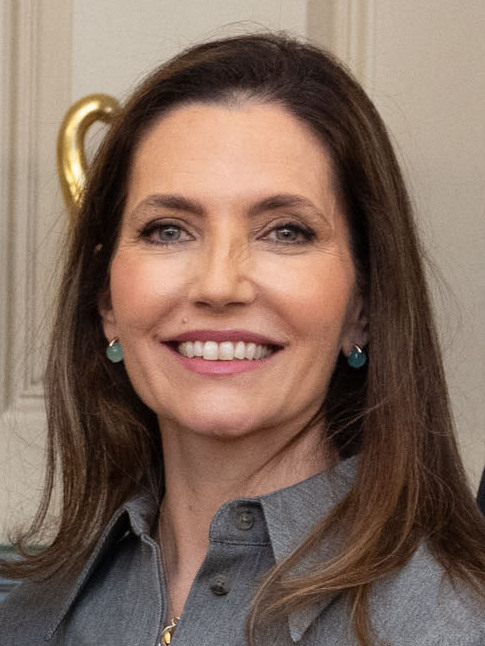
Evan Ryan (2023)

Evan Ryan (* 1971 in Alexandria, Virginia) ist eine amerikanische Bundesbeamtin und Politikerin der Demokratischen Partei. Sie amtierte u. a. von 2013 bis 2017 als Assistant Secretary of State für Bildung und Kultur im Außenministerium der Vereinigten Staaten und vom 20. Januar 2021 bis zum 20. Januar 2025 als Kabinettsekretärin des Weißen Hauses.

## Abstammung und Ausbildung
Evan Ryan wurde 1971 in Alexandria, Virginia, geboren, wo sie in einer bürgerlichen Familie irisch-katholischer Abstammung aufwuchs. Sie besuchte die Georgetown Visitation Preparatory School in Georgetown, Washington, D.C. Sie hat einen B.A. vom Boston College und einen Master in International Public Policy von der Johns Hopkins University School of Advanced International Studies.

## Karriere
Evan Ryan diente von September 2013 bis Januar 2017 unter Außenminister John Kerry als stellvertretende Staatssekretärin für Bildung und Kultur sowie im Weißen Haus unter Obama/Biden als Assistent des Vizepräsidenten und Sonderassistent des Präsidenten für zwischenstaatliche Angelegenheiten und öffentliches Engagement.
Vor ihrem Eintritt in die Obama-Administration war Ryan stellvertretende Kampagnenmanagerin für die Präsidentschaftskampagne 2008 von Senator Biden sowie für die Präsidentschaftskampagne 2004 von Kerry und die Senatorenkampagne 2000 von Hillary Clinton. Ryan diente außerdem im Weißen Haus von Präsident Bill Clinton als stellvertretende Planungsdirektorin für First Lady Hillary Clinton und als Sonderassistent des Stabschefs der First Lady.
Nachdem sie im Januar 2017 das Weiße Haus verlassen hatte, half sie bei der Gründung und Leitung von Axios und fungierte als deren Executive Vice President. Sie hat als Beraterin für die Bildungspartnerschaft für Kinder von Konflikten gearbeitet und war leitende Mitarbeiterin der Clinton Global Initiative. Sie ist derzeit Mitglied des Council on Foreign Relations.
Evan Ryan war eine Senior Advisor (leitende Beraterin) für das Biden-Harris-Übergangsteam nach der Präsidentschaftswahl 2020. Im Januar 2021 wurde sie zur Kabinettssekretärin des Weißen Hauses ernannt.

## Persönliches

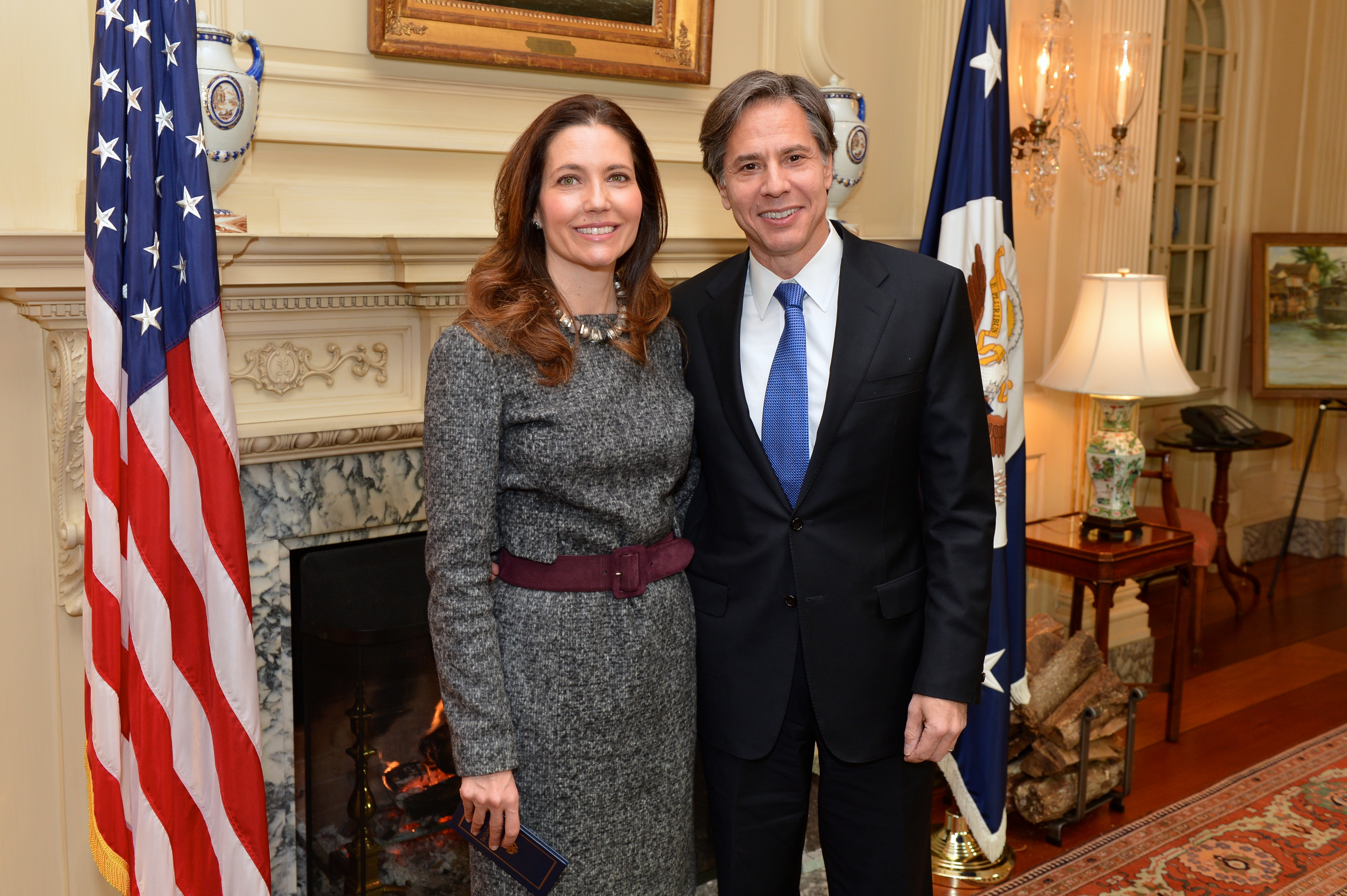
Evan Ryan mit ihrem Ehemann Antony Blinken

Evan Ryan ist mit dem seit Januar 2021 amtierenden US-Außenminister Antony Blinken verheiratet, mit dem sie zwei Kinder hat. Sie heirateten 2002 in einer konfessionsübergreifenden Zeremonie in der Holy Trinity Catholic Church.